# Aeginodiscus
Genre
Aeginodiscus est un genre de narcoméduses (hydrozoaires) de la famille des Aeginidae.

## Liste d'espèces
Selon World Register of Marine Species (29 mars 2016), Aeginodiscus comprend l'espèce suivante :
- Aeginodiscus actinodiscus Haeckel, 1879